# Emine Hatun
Emine Valide Hatun (turco otomano: امینہ خاتون خاتون, "benigno" o "digno de confianza") (Elbistan, c.1398 — Bursa, c.1449) fue una de las consortes del sultán Mehmed I del Imperio Otomano. Emine era la hija de Șaban Suli Bey (el tercer gobernante de Dulkadir). Fue Valide Hatun de su hijo el sultán Murad II.
Se casó con Mehmed en 1403. El hijo de Emine y de Mehmed fue el sultán Murad II.
Emine era la abuela del sultán Mehmed II.
Se desconoce por completo si Emine fue Valide Hatun para su hijo Murad II, pero algunos historiadores confirman que después de la muerte de Mehmed I, ella tomó el cargo como madre del sultán reinante.

## Primeros años
Emine Hatun nació como una princesa de Dulkadirid, hija de Şaban Auli Bey, quinto gobernante de Beylicato de Dulkadir (reinado de 1399 a 1442). Su sobrina Sittişah Hatun, hija de su hermano Zülkadiroğlu Süleyman Bey, se casó con Mehmed II en 1449.

## Matrimonio
En 1403, cuando Mehmed derrotó a su hermano İsa Çelebi e İsfendiyar Bey, el gobernante de los isfendiyaríes que habían formado una alianza entre ellos, regresó a Rum y decidió hacer algunas alianzas propias. Mientras estaba festejando en Tokat, el gobernante Karamanid Mehmed Bey envió a su juez militar principal, y también llegaron embajadores del reino de Dulkadirids. Se repararon las relaciones y se eliminó la animosidad. Entonces se hizo la paz y la amistad entre ellos. En ese momento, se enviaron obsequios y muestras de compromiso a Emine Hatun, quien estaba así comprometida con el sultán. La importante alianza matrimonial de Mehmed Çelebi con el gobernante de la vecina confederación tribal de Dulkadir, que era especialmente rica en caballos y jinetes, demuestra su continuo énfasis en la política tribal.  La alianza demostró ser de gran valor para Nasireddin Mehmed Bey. Esto no solo le dio a Mehmed asistencia armada en su campaña por el imperio, sino que siempre estuvo listo para atacar las provincias orientales del principado Karamanid.

## Disputa de ser madre de Murad II
Se disputa la identidad de la madre del sultán Murad II. Según los historiadores İsmail Hami Danişmend y Heath W. Lowry, su madre era Emine Hatun. Sin embargo, según el historiador del siglo XV Şükrullah, la madre de Murad era una concubina. Hüseyin Hüsâmeddin Yasar, un historiador de principios del siglo XX, escribió en su obra Amasya Tarihi que su madre era Şehzade Hatun, hija de Divitdar Ahmed Pasha.